# Епархия Сонсонате
Епархия Сонсонате (лат. Dioecesis Sonsonatensis) — епархия Римско-Католической церкви c центром в городе Сонсонате, Сальвадор. Юрисдикция епархии распространяется на департамент Сонсонате. Епархия Сонсонате входит в митрополию Сан-Сальвадора. Кафедральным собором епархии Сонсонате является церковь Пресвятой Троицы.

## История
31 мая 1986 года Римский папа Иоанн Павел II издал буллу De grege Christi, которой учредил епархию Сонсонате, выделив её из епархии Санта-Аны.

## Ординарии епархии
- епископ José Carmen Di Pietro Pésolo (2.06.1986 – 30.05.1989);
- епископ José Adolfo Mojica Morales (18.11.1989 – 8.10.2011);
  - Fabio Reynaldo Colindres Abarca (8.10.2011 – 11.06.2012) (апостольский администратор);
- епископ Constantino Barrera Morales (11.06.2012 — по настоящее время).